# Anthony di Bonaventura
Anthony di Bonaventura (12 de noviembre de 1929 - 12 de noviembre de 2012) fue un profesor de música estadounidense. Ocupó el cargo de jefe del departamento de piano en la Escuela de Música de la Universidad de Boston (en Boston, Estados Unidos).
Cursó su licenciatura en el Instituto de Música Curtis y fue alumno de Isabelle Vengerova. Es director del Summer Piano Institute (Instituto veraniego de piano) en el Colby College.
Anthony di Bonaventura ha actuado en 28 países, con
la Filarmónica de Londres,
la Sinfónica de Viena,
la Filarmónica de Nueva York,
la Sinfónica de Chicago,
la Sinfónica de Pittsburgh y
la Sinfónica de San Francisco.
Ha realizado recitales como solista en
el Lincoln Center,
el Kennedy Center,
el Carnegie Hall,
la Ópera de Sídney,
el Concertgebouw y
el Musikverein.
Ha tomado parte en los estrenos mundiales de obras compuestas por Berio, Kelemen, Persichetti y Ginastera.
- Datos: Q4773779